# 湘南
湘南是指中华人民共和国湖南省南部地区，主要包括郴州、永州和衡阳，以及邵阳和株洲的局部地区。

## “大湘南”
作为一个模糊的地域概念，“湘南”本来没有明确的所指，不过最近有一种“大湘南”的提法，则明确提出是指郴州、永州和衡阳三地。